# ECW Hardcore Heaven

Logo d'Hardcore Heaven

Hardcore Heaven est un ancien show de catch de la Extreme Championship Wrestling. C'était un pay-per-view à partir de 1997.

## Résultats

### 1994
Hardcore Heaven 1994 s'est déroulé le 13 août 1994 au ECW Arena de Philadelphie, Pennsylvanie.
- Hack Myers def. Rockin' Rebel (4:40)
  - Myers a effectué le tombé sur Rebel.
- Chad Austin def. Tommy Cairo (4:30)
  - Austin a effectué le tombé sur Cairo.
- Jason Knight def. Mikey Whipwreck pour remporter le ECW Television Championship (12:09)
  - Knight a effectué le tombé sur Whipwreck.
- The Tazmaniac et Jimmy Snuka def. The Pitbulls (#1 et #2) (0:40)
  - Tazmaniac a effectué le tombé sur Pittbull #1.
- 911 def. Mr. Hughes (3:33)
  - 911 a effectué le tombé sur Hughes.
- The Sandman def. Tommy Dreamer dans un Singapore Cane match (0:53)
  - Dreamer était disqualifié.
- The Public Enenmy (Rocco Rock et Johnny Grunge) def. Ian Rotten et Axl Rotten pour conserver le ECW Tag Team Championship (19:09)
  - Rock a effectué le tombé sur Axl.
- Sabu def. 2 Cold Scorpio (18:28)
  - Sabu a effectué le tombé sur Scorpio.
- Cactus Jack a combattu Terry Funk pour un match nul (11:00)
  - Après le match, les fans ont jeté des centaines de chaises sur le ring.

### 1995
Hardcore Heaven 1995 s'est déroulé le 1er juillet 1995 au ECW Arena de Philadelphie, Pennsylvanie.
- Dudley Dudley et Snot Dudley def. The Pitbulls (#1 et #2) (6:25)
  - Snot a effectué le tombé sur Pitbull #2.
- Dino Sendoff et Don E. Allen ont combattu Chad Austin et Broad Street Bully pour un match nul (2:10)
- Hack Myers def. Big Malley (7:37)
  - Myers a effectué le tombé sur Malley.
- 2 Cold Scorpio def. Taz (9:09)
  - Scorpio a effectué le tombé sur Taz.
- Raven et Stevie Richards def. Tommy Dreamer et Luna Vachon pour conserver le ECW Tag Team Championship (7:34)
  - Richards a effectué le tombé sur Vachon.
- Axl Rotten def. Ian Rotten dans un Taipei Death match (7:10)
  - Axl a effectué le tombé sur Ian après un Big Splash sur des punaises.
  - Pendant le match, Bill Alfonso qui était l'arbitre stoppait le match parce que Ian saignait après qu'Axl l'a frappé avec des éclats de verre. Cependant, après qu'Alfonso quittait le ring pour arrêter une bagarre entre The Public Enemy et The Gangstas, Tod Gordon renversait la décision et le match continuait.
- The Sandman def. Cactus Jack pour conserver le ECW Heavyweight Championship (13:05)
  - Sandman a effectué le tombé sur Cactus après que Shane Douglas est intervenu et le frappait avec une singapore cane.
- The Public Enemy (Rocco Rock et Johnny Grunge) def. The Gangstas (New Jack et Mustafa Saed) (11:33)
  - Rock a effectué le tombé sur Jack.

### 1996
Hardcore Heaven 1996 s'est déroulé le 22 juin 1996 à Philadelphie, Pennsylvanie au ECW Arena.
- Shane Douglas def. Mikey Whipwreck
- JT Smith et Little Guido def. Buh Buh Ray Dudley et Big Dick Dudley
- Taz def. Paul Varelans
- ECW World Heavyweight Championship : Raven (c) def. Terry Gordy pour conserver le titre
- ECW World Tag Team Championship : The Eliminators (c) et The Gangstas se sont affrontés pour un match nul. The Eliminators conservaient les titres.
- Axl Rotten et Hack Myers et les Samoan Gangsta Party se sont affrontés pour un match nul
- ECW World Television Championship : Chris Jericho def. Pitbull #2 (c) pour remporter le titre
- Weapons Match : Tommy Dreamer def. Brian Lee. Pendant ce match, le ring s'est écroulé. Pour divertir les fans le temps que le ring soit réparé, le dirigeant de la ECW Paul Heyman envoyait Kimona Wanalaya faire un striptease.
- Sabu def. Rob Van Dam

### 1997
Hardcore Heaven 1997 s'est déroulé le 17 août 1997 au War Memorial Auditorium de Fort Lauderdale, Floride. C'était le premier Hardcore Heaven à être diffusé en Pay-per-view.
- Taz def. Chris Candido pour conserver le ECW World Television Championship (10:52)
  - Taz a fait abandonner Candido.
- Bam Bam Bigelow def. Spike Dudley (5:05)
  - Bigelow a effectué le tombé sur Dudley.
- Rob Van Dam def. Al Snow (13:43)
  - Van Dam a effectué le tombé sur Snow.
- The Dudley Boyz (Buh Buh Ray et D-Von) def. The Gangstas (New Jack et Mustafa Saed) pour remporter le ECW Tag Team Championship (0:00)
  - Les Dudleyz l'emportaient par forfait.
- The Dudley Boyz (Buh Buh Ray et D-Von) def. PG-13 (J.C. Ice et Wolfie D) pour conserver le ECW Tag Team Championship (10:58)
  - Buh Buh a effectué le tombé sur Wolfie.
- Tommy Dreamer (w/Beulah McGillicutty) def. Jerry Lawler(18:57)
  - Dreamer a effectué le tombé sur Lawler.
  - Rick Rude, Jake Roberts, et Sunny ont tous intérférés dans le match.
- Shane Douglas def. Sabu (c) et Terry Funk dans un Three-Way Dance pour remporter le ECW World Heavyweight Championship (26:37)
  - Douglas et Funk ont réalisé simultanément le tombé sur Sabu (19:34)
  - Douglas a effectué le tombé sur Funk (26:37)

### 1999
Hardcore Heaven 1999 s'est déroulé le 16 mai 1999 au Mid-Hudson Civic Center de Poughkeepsie, New York.
- Dark match: Skull Von Krush def. Danny Doring
  - Von Krush a effectué le tombé sur Doring.
- Taz def. Chris Candido pour conserver le ECW World Heavyweight Championship (1:10)
  - Taz a fait abandonner Candido.
- The Dudley Boyz (Buh Buh Ray et D-Von) def. Balls Mahoney et Spike Dudley pour conserver le ECW Tag Team Championship (7:48)
  - Mahoney a été couvert pour le compte de trois.
- Super Crazy def. TAKA Michinoku (8:28)
  - Crazy a effectué le tombé sur Michinoku.
- Yoshihiro Tajiri def. Little Guido (11:06)
  - Tajiri a effectué le tombé sur Guido.
- Lance Storm (w/Dawn Marie) def. Tommy Dreamer (w/Francine) (13:40)
  - Storm a effectué le tombé sur Dreamer.
- Rob Van Dam (w/Bill Alfonso) def. Jerry Lynn dans un "No Time Limit" match pour conserver le ECW World Television Championship (26:57)
  - Van Dam a effectué le tombé sur Lynn.
- Sid Vicious a combattu Justin Credible pour un match nul (2:01)
- Taz def. Buh Buh Ray Dudley dans un Falls Count Anywhere match pour conserver le ECW World Heavyweight Championship (12:17)
  - Taz a fait abandonner Dudley.

### 2000
Hardcore Heaven 2000 s'est déroulé le 14 mai 2000 au Rave de Milwaukee, Wisconsin.
- Masato Tanaka def. Balls Mahoney (9:14)
  - Tanaka a effectué le tombé sur Mahoney après un coup de chaise de la troisième corde.
- Little Guido (w/Sal E. Graziano) def. Mikey Whipwreck (w/The Sinister Minister) et Simond Diamond dans un Three-Way Dance(7:08)
  - Whipwreck a effectué le tombé sur Diamond après un Whippersnapper(5:34)
  - Guido a effectué le tombé sur Whipwreck (7:08)
- Kid Kash def. C.W. Anderson (w/Lou E. Dangerously)(6:00)
  - Kash a effectué le tombé sur Anderson sur une Hurricanrana.
- Super Nova et Chris Chetti def. Da Baldies (Angel et Tony DeVito), et Danny Doring et Amish Roadkill dans un Three-Way Dance(6:35)
  - Angel a effectué le tombé sur Doring après que Vic Grimes intervenait et frappait Doring avec une guitare (4:16)
  - Nova et Chetti ont effectué le tombé sur DeVito après un Tidal Wave (6:35)
- New Jack def. Angel (w/Vic Grimes et Tony DeVito)(6:50)
  - New Jack a effectué le tombé sur Angel après un coup de chaise de la troisième corde.
- Yoshihiro Tajiri def. Steve Corino (10:25)
  - Tajiri a effectué le tombé sur Corino.
- Rhino def. The Sandman pour conserver le ECW World Television Championship (6:23)
  - Rhino a effectué le tombé sur Sandman après un Gore à travers une table.
- Jerry Lynn def. Rob Van Dam (w/Bill Alfonso) (19:50)
  - Lynn a effectué le tombé sur Van Dam après un Cradle Piledriver sur une chaise.
- Justin Credible (w/Francine) def. Lance Storm (w/Dawn Marie) pour conserver le ECW World Heavyweight Championship (12:29)
  - Credible a effectué le tombé sur Storm après un That's Incredible!.
  - Ce match devait être un three-way dance avec Tommy Dreamer, mais ce dernier devait être retiré du match à cause de blessures.
  - Après le match, Dreamer se rammenait et atatquait Credible et Francine.